# La Grandville
La Grandville is een gemeente in het Franse departement Ardennes (regio Grand Est) en telt 679 inwoners (1999). De plaats maakt deel uit van het arrondissement Charleville-Mézières.

## Geografie
De oppervlakte van La Grandville bedraagt 10,0 km², de bevolkingsdichtheid is 67,9 inwoners per km².
De onderstaande kaart toont de ligging van La Grandville met de belangrijkste infrastructuur en aangrenzende gemeenten.

## Demografie
Onderstaande figuur toont het verloop van het inwonertal (bron: INSEE-tellingen).

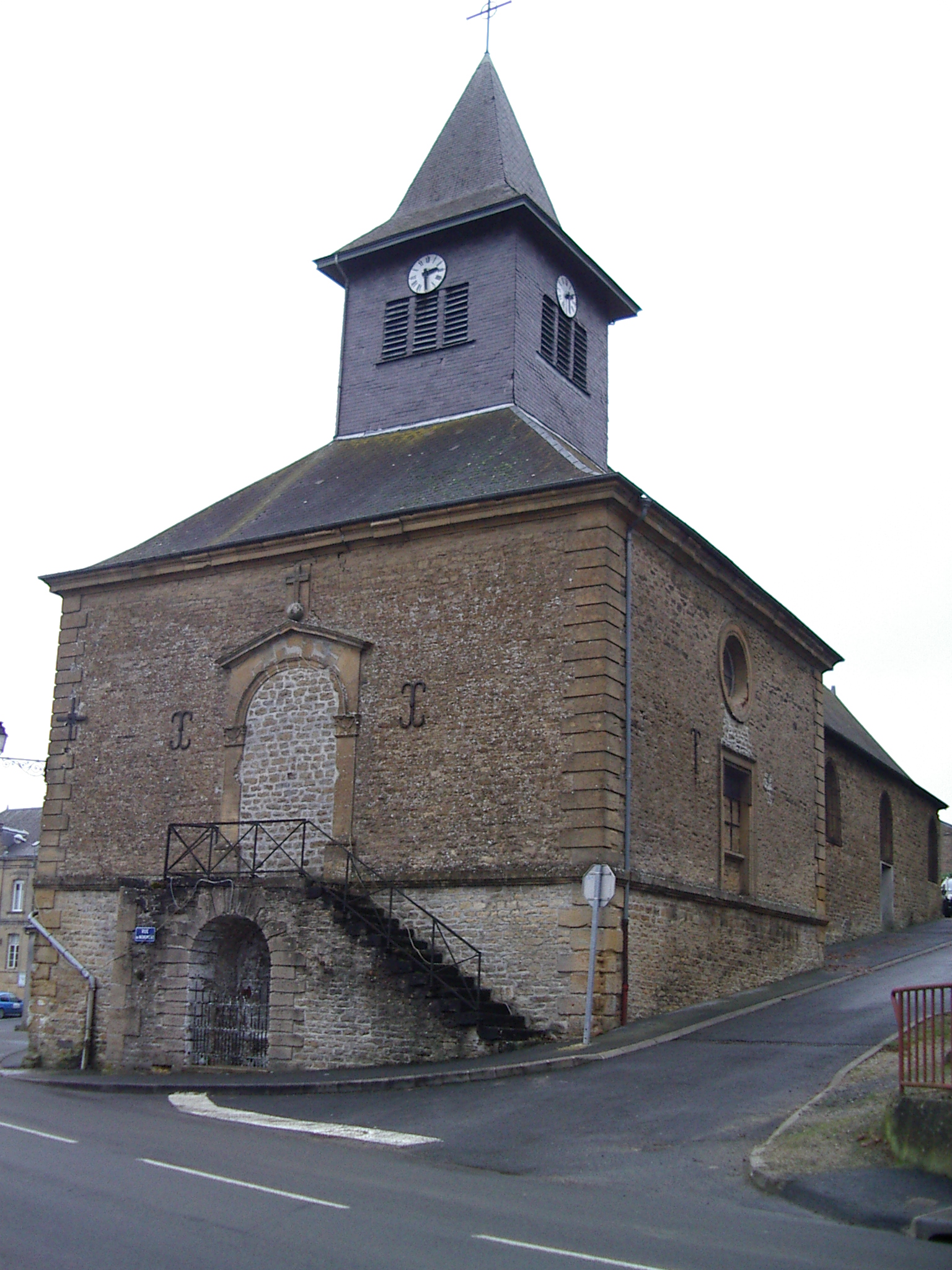

Vanwege een beveiligingsprobleem met de MediaWiki Graph-software is het momenteel niet mogelijk deze grafiek weer te geven. Zodra de software is bijgewerkt zal de grafiek vanzelf weer zichtbaar worden.